# Hits! - The Very Best of T. Rex
 (février 2023).
Si vous disposez d'ouvrages ou d'articles de référence ou si vous connaissez des sites web de qualité traitant du thème abordé ici, merci de compléter l'article en donnant les références utiles à sa vérifiabilité et en les liant à la section « Notes et références ».
Albums de T. Rex
The T.Rex Wax Co. Singles A's and B's, 1972-77 20th Century Boy: The Ultimate Collection
Hits! - The Very Best of T. Rex est un album du groupe de glam rock britannique T.Rex sorti en 2002. Il s'agit d'une compilation des titres enregistrés entre 1971 et 1976.

## Titres
1. Hot Love — 5:01
2. Ride a White Swan — 2:12
3. Get It On — 4:24
4. Telegram Sam — 3:44
5. Metal Guru — 2:27
6. Chariot Choogle — 2:42
7. Lady — 2:11
8. Space Ball Ricochet — 3:35
9. Children of the Revolution — 2:27
10. Solid Gold Easy Action — 2:20
11. Born to Boogie — 2:04
12. 20th Century Boy — 3:38
13. The Groover — 3:21
14. Truck On (Tyke) — 3:07
15. Teenage Dream — 5:02
16. Light of Love — 3:12
17. Zip Gun Boogie — 3:18
18. New York City — 3:55
19. Laser Love — 3:35
20. I Love to Boogie — 2:20